# ヘスス・バスケス
ヘスス・バスケス・アルカルデ（Jesús Vázquez Alcalde、2003年1月2日 - ）は、スペイン・エストレマドゥーラ州メリダ出身のサッカー選手。バレンシアCF所属。ポジションはDF。

## クラブ経歴
エストレマドゥーラ州のメリダに生まれ、5歳の時にバレンシアCFのカンテラに入団した。2020年11月1日、セグンダ・ディビシオンBのエルクレスCF戦にて、Bチームデビューを果たした。
2020年12月16日、コパ・デル・レイのタラサFC戦でトップチームデビューを飾ると、2021年8月28日のデポルティーボ・アラベスとの試合でラ・リーガ初出場を記録した。
2025年7月18日、バレンシアとの契約を2028年6月末まで延長した。

## 人物
父親のブラウリオ・バスケスもサッカー選手だった。